# Ján Valach
Ján Valach (né le 19 août 1973) est un coureur cycliste slovaque. Il est actuellement directeur sportif de l'équipe Bora-Hansgrohe.

## Biographie
Fin 2015 il signe un contrat avec la formation Tinkoff pour y tenir un rôle de directeur sportif et d'entraineur.

## Palmarès
- 1996
  - Tour de la Somme :
    - Classement général
    - 1re étape

  - Tour de Slovaquie :
    - Classement général
    - Prologue et 1re étape

  - 3e du championnat de Slovaquie sur route
- 1997
  -  Champion de Slovaquie sur route
  - 2e du Grand Prix de l'industrie et du commerce de San Vendemiano
  - 2e du championnat de Slovaquie du contre-la-montre
- 1998
  -  Champion de Slovaquie sur route
  -  Champion de Slovaquie du contre-la-montre
- 1999
  -  Champion de Slovaquie sur route
  - 2e du championnat de Slovaquie du contre-la-montre
- 2001
  -  Champion de Slovaquie du contre-la-montre
  -  Champion de Slovaquie du contre-la-montre par équipes (avec Jan Gazi, Maroš Kováč et Ján Šipeky)
  -  Champion de Slovaquie sur route
  - Prologue et 1re étape du Tour d'Égypte
- 2002
  -  Champion de Slovaquie du contre-la-montre
  -  Champion de Slovaquie du contre-la-montre par équipes (avec Radovan Husár, Maroš Kováč et Ján Šipeky)
- 2003
  - Coupe des Carpates
- 2004
  - 2e du championnat de Slovaquie du contre-la-montre
- 2005
  - 2e du championnat de Slovaquie du contre-la-montre
  - 3e du Tour de Nuremberg
- 2006
  - 3e du Kirschblütenrennen
- 2007
  - 2e du championnat de Slovaquie sur route
- 2009
  - 1re étape du Grand Prix Bradlo
  - 2e du championnat de Slovaquie sur route
  - 2e du Grand Prix Bradlo

## Classements mondiaux
| Année           | 2005 | 2006 | 2007 | 2008 | 2009 |
| --------------- | ---- | ---- | ---- | ---- | ---- |
| UCI Europe Tour | 305e | 594e | 496e | 877e | 316e |